# Puntate di A Teacher: Una storia sbagliata
La prima stagione della miniserie TV statunitense A Teacher: Una storia sbagliata, composta da 10 episodi, è stata distribuita dal servizio on demand Hulu dal 10 novembre al 29 dicembre 2020.
In Italia la stagione è stata pubblicata interamente su Disney+ il 30 luglio 2021.
La serie è stata anche trasmessa su BBC Two dal 3 gennaio 2021.
| n. | Titolo      | Pubblicazione originale | Pubblicazione Italia |
| -- | ----------- | ----------------------- | -------------------- |
| 1  | Episodio 1  | 10 novembre 2020        | 30 luglio 2021       |
| 2  | Episodio 2  | 10 novembre 2020        | 30 luglio 2021       |
| 3  | Episodio 3  | 10 novembre 2020        | 30 luglio 2021       |
| 4  | Episodio 4  | 17 novembre 2020        | 30 luglio 2021       |
| 5  | Episodio 5  | 24 novembre 2020        | 30 luglio 2021       |
| 6  | Episodio 6  | 1º dicembre 2020        | 30 luglio 2021       |
| 7  | Episodio 7  | 8 dicembre 2020         | 30 luglio 2021       |
| 8  | Episodio 8  | 15 dicembre 2020        | 30 luglio 2021       |
| 9  | Episodio 9  | 22 dicembre 2020        | 30 luglio 2021       |
| 10 | Episodio 10 | 29 dicembre 2020        | 30 luglio 2021       |

## Episodio 1
- Scritto e diretto da: Hannah Fidell

### Trama
Nel 2013, la 32enne Claire Wilson inizia il suo nuovo lavoro come insegnante di letteratura inglese alla Westerbrook high school ad Austin in Texas. Claire è insoddisfatta del suo matrimonio e lei e il suo marito Matt non riescono a concepire a figlio. Il popolare 17enne Eric Walker e i suoi amici, tutti frequentanti l'ultimo anno, non vedono l'ora di scoprire di più sulla seducente insegnante. Eric, Logan e Josh fumano marijuana fuori dalla tavola calda dove lavora il primo e vedono Claire mangiare da sola. Decidono così di sedersi vicino a lei per farle compagnia, ma poco dopo gli amici di Eric se ne vanno, lasciandolo da solo con la loro insegnante. Dopo aver rotto il ghiaccio i due iniziano a legare e Claire si offre di fare da tutor ad Eric per il suo esame per il college, poi lo riaccompagna a casa in auto.

## Episodio 2
- Scritto e diretto da: Hannah Fidell

### Trama
Eric partecipa ad una festa a casa di Logan dove fa del sesso occasionale con la sua ex-ragazza Alison. Durante il rapporto la polizia fa irruzione in casa perché i ragazzi non hanno l'età per bere alcolici e Alison si butta dalla finestra, ma viene presa. Anche Eric viene fermato da un poliziotto, Nate, il fratello di Claire; il ragazzo approfitta della nuova amicizia con l'insegnante per evitare la denuncia per consumo di alcol da parte di minore. Matt spende i risparmi suoi e di Claire per dell'equipaggiamento musicale, creando tensione tra la coppia. Un giorno Claire, invece di fare normale tutoraggio ad Eric, decide di portarlo a fare un tour alla sua alma mater, l'Università del Texas. Qui vengono invitati ad una festa di una confraternita da Cody, il fratello maggiore di Logan e Claire ed Eric evitano per poco un bacio. Claire ignora un messaggio di Eric, ma accetta la sua richiesta di seguirla su Instagram. A scuola Eric si confronta con Claire e la bacia.

## Episodio 3
- Scritto da: Andrew Neel
- Diretto da: Hannah Fidell

### Trama
Claire, arrabbiata con Eric per averla baciata, si rifiuta di fargli da tutor, ma, dopo le sue scuse, si convince a continuare. Mentre il ragazzo è fuori con Logan e Cody mente sulla vera identità della sua cotta, dicendo che sia una ragazza del college. Eric invita Alison al ballo della scuola e lei accetta. Matt suggerisce a Claire di provare ad avere un figlio tramite fecondazione in vitro con trasferimento dell'embrione, il che crea ulteriore tensione. Dopo che Eric ha saltato la lezione di tutoraggio, Claire lo affronta durante il ballo e lui si difende dicendo che non riesce a controllarsi quando è con lei. Più tardi, Eric e Claire abbandonano la festa per andare a fare sesso nel sedile posteriore della macchina di lei.

## Episodio 4
- Scritto da: Ruby Rae Spiegel
- Diretto da: Gillian Robespierre

### Trama
Claire mette delle regole alla relazione con Eric, per evitare di essere scoperti. Matt si accorge dello strano comportamento che ha Claire, ma lei fuga i suoi sospetti praticandogli del sesso orale. Eric mente ai suoi amici sul perché sia andato via prima dalla festa e si scontra con Alison. Claire va in un pub con una collega la quale nota che ha un succhiotto sul collo. Mentre è in bagno manda una foto del suo seno a Eric, infrangendo le sue stesse regole e gli chiede di incontrarsi per fare sesso. Eric, che stava facendo da babysitter ai suoi due fratelli mentre la madre era fuori, chiama la vicina di casa come suo sostituto. Quando si incontrano, Eric confessa a Claire che tiene davvero a lei e vorrebbe avere un rapporto stabile; anche la donna ammette di provare gli stessi sentimenti. Quando il ragazzo torna a casa trova sua madre arrabbiata perché il fratello si è ustionato. Eric, preso dal senso di colpa, cerca di giustificare i suoi comportamenti davanti allo specchio.

## Episodio 5
- Scritto da: Rosa Handelman
- Diretto da: Andrew Neel

### Trama
Eric e Claire trascorrono il weekend in un ranch affittato per festeggiare il diciottesimo compleanno di lui. Il ragazzo si arrabbia quando la donna le dice che vuole rompere la relazione con lui alla fine della scuola e, inoltre, vuole tenerla un segreto; alla fine della discussione confessano reciprocamente il loro amore. Claire va in un pub dove Matt e la sua band si esibiscono per la prima volta. Lei e Kathryn bevono nel parcheggio e quest'ultima deduce che Claire sta avendo una relazione extra-matrimoniale: inizialmente lei nega, ma successivamente confessa di star facendo sesso con Eric. Nonostante Claire cerchi di giustificare la sua relazione, Kathryn le dice che non ha altra scelta se non quella di denunciarla alle autorità e se ne va, lasciando la donna nel panico nel parcheggio.

## Episodio 6
- Scritto da: Andrew Neel
- Diretto da: Gillian Robespierre

### Trama
La polizia si reca da Eric per fargli delle domande e lui confessa la sua relazione con Claire. La notizia si diffonde rapidamente lasciando gli amici del ragazzo scioccati. Claire rivela a Matt del suo tradimento che chiede consiglio al cognato Nate. Col cuore spezzato Matt cerca di salvare il matrimonio, ma Claire scappa con Eric in un motel. Nate chiama Claire dicendole che la polizia potrebbe accusarla di rapimento. I due fuggiaschi fanno sesso ubriachi, ma la mattina seguente, vedendo dei messaggi da parte degli amici e delle chiamate perse sul suo cellulare, Eric decide di tornare a casa dalla madre. Quando Claire si sveglia e, non trovando più Eric, decide di costituirsi.

## Episodio 7
- Scritto da: Boo Killebrew
- Diretto da: Andrew Neel

### Trama
L'anno dopo, nel 2014, Eric frequenta l'Austin UT e entra a far parte di una confraternita e i suoi amici maschi lo ammirano per quello che ha fatto. Lo scandalo che ha coinvolto i due amanti è ormai divenuto famoso e Claire sta per essere rilasciata dal carcere. Eric si mette insieme a una ragazza che gli rivela che sa della sua situazione. Il ragazzo dice a Cody che si sente in colpa per aver rovinato la vita di Claire e rifiuta il consiglio della madre di andare da uno psicologo. Eric cerca di riavvicinarsi alla ragazza spiegandogli che è un sopravvissuto degli abusi, ma la allontana quando lei suggerisce di prendere le cose con calma. Mentre è in macchina, un Eric ubriaco aizza con i suoi amici a guidare imprudentemente, finendo con l'essere sbalzato fuori dalla vettura. Durante la cerimonia di iniziazione alla confraternita, i membri ingaggiano uno spogliarellista che fa battute fuori luogo sulla storia sbagliata di Eric, il quale, sentendosi a disagio, se ne va senza unirsi alla confraternita. Mentre è sotto l'effetto di funghetti, il ragazzo ammette che prova ancora dei sentimenti per Claire e che le manca terribilmente.

## Episodio 8
- Scritto da: Rosa Handelman
- Diretto da: Hannah Fidell

### Trama
Claire viene rilasciata dal carcere e suo padre Wyatt, ex alcolizzato da cui si era distaccata, le propone di riavvicinarsi, ma lei rifiuta. Nate, dopo aver saputo che Matt ha chiesto il divorzio, si offre di ospitare Claire a casa sua, ma Lisa, moglie di Nate e cognata di Claire, si sente a disagio. Mentre la protagonista si trova in un negozio in cerca di lavoro viene riconosciuta e definita una "predatrice sessuale". Dopo un'accesa discussione con Nate e Lisa a cena, Claire si rende conto di non essere la benvenuta in casa loro. Successivamente, quest'ultima riceve un SMS da Eric che le propone di incontrarsi e, non senza riluttanza, accetta. I due si confessano a vicenda i loro continui sentimenti, ma Claire avverte Eric di starle alla larga e di andare avanti con la sua vita. Un Eric devastato se ne va per sempre e Claire lascia definitivamente la casa di Nate per andare a vivere con suo padre.

## Episodio 9
- Scritto da: Boo Killebrew
- Diretto da: Hannah Fidell

### Trama
Claire inizia a lavorare nel negozio del padre e usa Tinder per incontrarsi con una persona, ma quest'ultima conosce la sua storia e la sbeffeggia. Dopo aver ultimato il divorzio con Matt rincontra il ragazzo di Tinder e gli chiede di picchiarla, ma, quando inizia a sanguinare, il ragazzo smette e Claire se ne va perché lui non voleva continuare. Quando torna a casa si arrabbia con suo padre per aver cercato di aiutarla, ma lui la incoraggia a risolvere questa situazione. Nel frattempo, Eric, che è in un programma di recupero accademico a causa dei voti bassi, rischia la perdita della borsa di studio perché non partecipa alla vita universitaria. Mentre si trova in un bar si imbatte in una festa di addio al nubilato dove incontra Chloe; alla fine della festa i due iniziano a ballare fino a quando la ragazza scoppia in lacrime. Chloe spiega ad Eric che è da poco uscita da una lunga relazione tossica. Questa storia colpisce Eric e decide di confidarsi con la madre il mattino seguente.

## Episodio 10
- Scritto da: Hannah Fidell
- Diretto da: Hannah Fidell e Dana Kitchens

### Trama
Nel 2024 Claire si è risposata, ha due figli e vive a Houston. Eric va in ritiro terapeutico nella natura e fa in viaggio di due giorni ad Austin per rincontrarsi con gli amici del liceo. Il ragazzo incontra Claire in un negozio di alimentari ed entrambi rimangono scossi. Eric si ritrova con Logan e Josh; si riunisce anche con Alison e la coppia ricostruisce la loro relazione danneggiata incontrandosi nella sua stanza d'albergo. Claire manda un messaggio a Eric chiedendogli di incontrarsi per pranzo. Al ristorante la conversazione è tesa ed Eric rivela gli amari sentimenti che prova ora per Claire, dicendo che si è incolpato per anni prima di rendersi conto che Claire si era approfittata di lui. Claire si mostra pentita e si scusa più volte per aver superato il suo ruolo di educatrice; inoltre rivela che le persone la giudicano ancora per quello che è successo, ma Eric le dice che entrambi devono convivere con quello che è successo, poi se ne va improvvisamente.